# 디오구 코스타
디오구 메이렐르스 다 코스타(포르투갈어: Diogo Meireles da Costa, 1999년 9월 19일 ~ )는 포르투갈의 축구 선수로, 포지션은 골키퍼이다. 현재 포르투갈 프리메이라리가의 FC 포르투에서 활약하고 있다.

## 출전 통계
| 클럽   | 시즌    | 리그 | 국내컵 | 대륙 | 기타 | 합계 |
| ------ | ------- | ---- | ------ | ---- | ---- | ---- |
| 포르투 | 2019-20 | 3    | 12     |      |      | 15   |
| 포르투 | 2020-21 | 1    | 8      | 1    |      | 10   |
| 포르투 | 2021-22 | 33   |        | 10   |      | 43   |
| 포르투 | 2022-23 | 33   |        | 8    |      | 41   |
| 포르투 | 2023-24 | 33   | 3      | 8    | 1    | 45   |
| 포르투 | 2024-25 | 32   |        | 10   | 1    | 43   |

## 국가대표 경력
- 2022 FIFA 월드컵
- 2024 UEFA 유로

## 수상

#### 포르투
- 프리메이라리가 : 2019–20, 2021–22
- 타사 다 리가 : 2022-23
- 타사 데 포르투갈 : 2019–20, 2021–22, 2022–23, 2023–24
- 수페르타사 칸디두 데 올리베이라 : 2020, 2024
- UEFA 유스 리그 : 2018-19

#### 포르투갈
- UEFA U-17 유로 : 2016
- UEFA U-19 유로 : 2018
- UEFA 네이션스리그 : 2024-25

### 개인
- 프리메이라리가 최우수 골키퍼 : 2021–22, 2022–23, 2024–25
- 프리메이라리가 올해의 팀 : 2021–22, 2022–23, 2024–25
- UEFA U-17 유로 대회의 팀 : 2016
- UEFA U-19 유로 대회의 팀 : 2017
- UEFA U-21 유로 대회의 팀 : 2021
- 드라강 지 오우루 - 올해의 신인 : 2018
- 포르투갈 공화국 공로장 : 2018